# Гуков, Александр Николаевич
Гуков, Александр Николаевич (род. 18 марта 1972, Минск) — белорусский спортсмен (плавание), заслуженный мастер спорта Республики Беларусь. Чемпион мира(1997) и Европы(1996, 1997).

## Спортивная карьера
Участвовал в летних Олимпийских играх 1996 года, где в соревнованиях по плаванию брасом на 200 метров занял 21 место. 
В том же году на чемпионате Европы на короткой воде занял первое место в плавании брасом на 200 метров и третье место в плавании брасом на 100 метров.
В 1997 году выиграл чемпионат мира на короткой воде в плавании брасом на 200 метров. 
В том же году на чемпионате Европы на длинной воде выиграл первые места в плавании брасом на 100 и 200 метров.
Участвовал в летних Олимпийских играх 2000 года, где в соревнованиях по плаванию брасом на 200 метров занял 22 место и в соревнованиях по плаванию брасом на 100 метров занял 46 место.